# بویر ۱۲۱۵
سیارک ۱۲۱۵ (به انگلیسی: 1215 Boyer، نامگذاری:1932BA) هزار و دویست و پانزدهمین سیارک کشف شده‌است که در ۱۹ ژانویه ۱۹۳۲ و در الجزیره کشف شد.
قدر مطلق سیارک برابر ۱۱٫۱۴ است.